# Stație de lucru

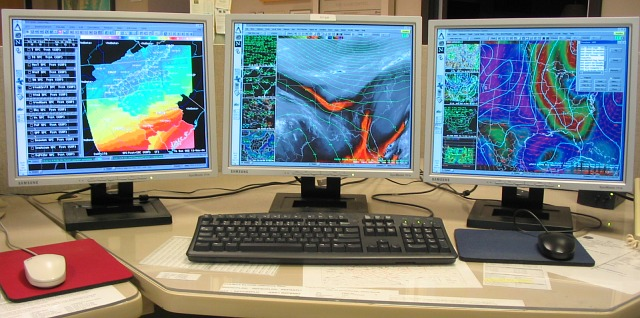
Stație de lucru utilizată în meteorologie

O stație de lucru (din engleză de la workstation) este un calculator  special conceput pentru aplicații tehnice sau științifice. În general este conceput pentru a fi utilizat de o singură persoană, dar anumite sisteme de operare cu care lucrează stația prevăd și folosirea ei de către mai mulți utilizatori concomitent (procedeu time sharing). Stațiile de lucru sunt de obicei conectate la o rețea locală de tip LAN sau la Internet.
Termenul „stație de lucru” se mai folosește uneori și pentru desemnarea microcalculatoarelor („terminale”) cu care se accesează un calculator mare de tip mainframe, sau și a PC-urilor conectate la o rețea de calculatoare.
Stația de lucru utilizează un computer puternic cu mai multe microprocesoare care necesită mai multă putere de procesare decât un computer personal. Este utilizată în domenii cu aplicații profesionale high-end care necesită o intensitate ridicată de calcul cum ar fi proiectare asistată de calculator, inginerie (mecanica fluidelor numerică), editare audio/video, programare, centre de prognoză meteo, centre de distribuție a energiei electrice etc. 

## Scurt istoric
Primele stații de lucru datează din anii 1960, odată cu introducerea IBM 1620. Modelul 1620 a fost utilizat în ingineria structurală în timpul construcției World Trade Center din New York.
În 1965, IBM a introdus IBM 1130 pentru a înlocui modelul precedent. Ambele pot rula programe folosind limbaje de programare precum Fortran pe stații de lucru la nivel de birou.
Primele stații de lucru comerciale destinate utilizării de către un singur utilizator, au fost stațiile MIT Lisp în 1970, urmate de Xerox Alto (1973), PERQ (1979) și Xerox Star (1981).
Au mai construit și comercializat stații Lisp în anii 1980: Symbolics (3600, 3640, XL1200, MacIvory), Lisp Machines Incorporated (LMI Lambda), Texas Instruments (Explorer și MicroExplorer) și Interlisp (Xerox). Apollo Computers, Sun Microsystems și Silicon Graphics, au creat stații de lucru care rulează UNIX pe platforme bazate pe microprocesorul Motorola 68000 .

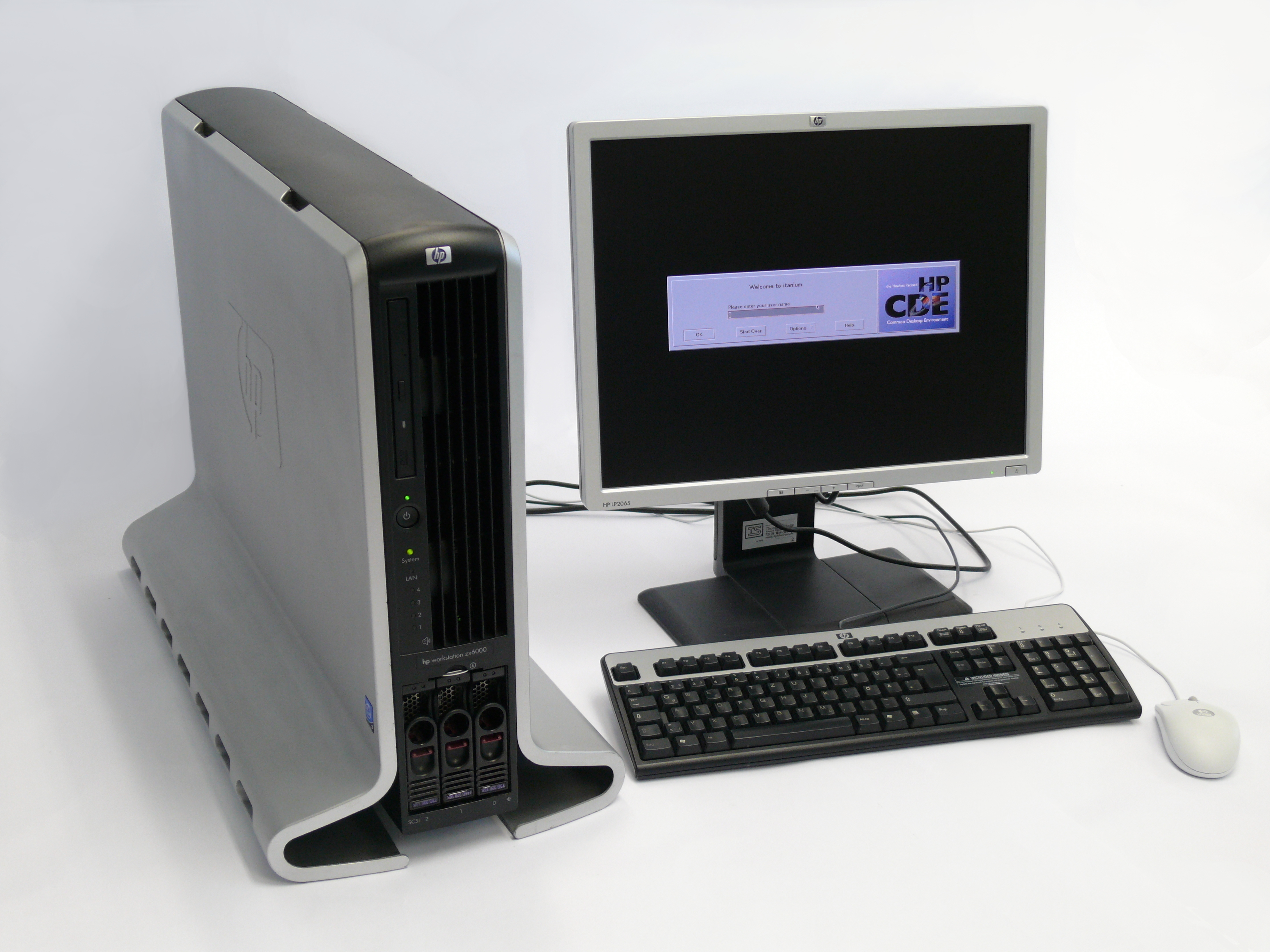
Stație de lucru Hewlett-Packard HP9000 UNIX, Model ZX6000 Itanium2

Începând cu sfârșitul anilor 1980, acestea au fost înlocuite de echipamente cu procesor RISC cum ar fi seria PA-RISC, MIPS sau SPARC proiectat de producătorul computerului cu sistemul său de operare proprietar, de obicei o variantă UNIX, Tru64, OpenVMS sau Windows NT.
IBM IntelliStation cu procesoare IBM POWER anunțat în martie 1997, a urmat modelelor server IBM PC Series 360 și 365. Ultimele modele IntelliStation au fost întrerupte în ianuarie 2009, terminând linia de produse.
În prezent, printre cei mai de succes producători de stații de lucru se numără Hewlett-Packard, Apple, Dell. Sunt utilizate în mod obișnuit procesoarele Intel Xeon sau AMD Ryzen.

## Caracteristici
O stație de lucru necesită hardware cu mai multă putere de procesare (placă de bază, procesor, memorie, spațiu de stocare, placă grafică, etc.) spre deosebire de un calculator personal. Sunt concepute și pregătite să reziste solicitărilor continue pe întreaga durata a unei zile de lucru, chiar și 24/7 la capacități maxime.
- Procesor (Unitate centrală de prelucrare) – cele mai întâlnite procesoare pe stațiile de lucru sunt Intel Xeon, IBM Power, AMD Ryzen și Sun UltraSPARC cu seturi de instrucțiuni RISC.[4]

- Placă de bază – permite instalarea concomitentă a mai multor procesoare, mai multor plăci grafice, multiple sloturi de memorie, port LAN Gigabit.

- Memorie - Memorie ECC (Error-correcting code memory) permite corectarea oricărei erori de memorie, înainte ca aceasta să afecteze întregul sistem.[5][6][7]

- Sistem de operare - Stațiile de lucru au fost dezvoltate în același timp cu sistemul de operare UNIX, care este adesea folosit ca sistem de operare implicit. De asemenea, GNU/Linux și Windows workstation (Windows NT și Windows 10)[8]

## Producători
- Armari Arhivat în 19 decembrie 2018, la Wayback Machine.: seria Magnetar

- Apple: Mac Pro

- Boxx Technologies: APEXX

- Dell: DELL Precision

- Fujitsu Siemens: CELSIUS W550

- Hewlett-Packard: seria Z

- Lenovo: ThinkStation